# Gomphurus lineatifrons
Gomphurus lineatifrons is een echte libel uit de familie van de rombouten (Gomphidae).
De wetenschappelijke naam van de soort werd in 1921 als Gomphus lineatifrons gepubliceerd door Philip Powell Calvert.
De soort staat op de Rode Lijst van de IUCN als niet bedreigd, beoordelingsjaar 2016; de trend van de populatie is volgens de IUCN stabiel.